# 大塔普河
大塔普河是俄羅斯的河流，屬於孔達河的左支流，由漢特-曼西自治區負責管轄，河道全長504公里，流域面積6,700平方公里，發源自西西伯利亞平原，河水主要來自雨水和融雪。